# 桃園市立龍岡國民中學
桃園市立龍岡國民中學（英文全稱：Long Gang Junior High School，英文簡稱：LGJH），簡稱龍岡國中，位於台灣桃園市中壢區龍岡地區，於1969年成立。

## 歷史沿革
- 1968年：成立桃園縣立龍岡國民中學。
- 1973年：成立附設補習學校。
- 2014年：12月25日，因應桃園縣升格改制為直轄市，更名為桃園市立龍岡國民中學。

## 歷任校長
| 任期 | 姓名       | 任職日期  | 離職日期   | 備註                                                       |
| ---- | ---------- | --------- | ---------- | ---------------------------------------------------------- |
| 1    | 李五昌先生 | 1968年9月 | 1973年7月  | 桃園縣教育局督學轉任，調職桃園縣立大園國民中學。           |
| 2    | 楊庚午先生 | 1973年9月 | 1986年8月  | 桃園縣教育局督學轉任，調職桃園縣立大竹國民中學。           |
| 3    | 余興全先生 | 1986年9月 | 1992年8月  | 原桃園縣立大園國民中學校長轉任，調職桃園縣立平興國民中學。 |
| 4    | 李芳松先生 | 1992年9月 | 1999年7月  | 原桃園縣立大崗國民中學校長轉任，調職桃園縣立新明國民中學。 |
| 5    | 林文彬先生 | 1999年8月 | 2004年2月  | 原桃園縣立新明國民中學校長轉任，任滿退休。                 |
| 6    | 許伯榮先生 | 2004年8月 | 2005年8月  | 原桃園縣立大坡國民中學校長轉任，調職桃園縣教育局課程督學。 |
| 7    | 柏承安女士 | 2005年8月 | 2009年10月 | 原桃園縣立壽山國民中學教務主任升任，卒於任內。             |
| 8    | 張祝芬女士 | 2010年8月 | 2012年7月  | 原桃園縣立永安國民中學校長轉任，調職桃園縣立南崁高級中學。 |
| 9    | 郭玉承先生 | 2012年8月 | 2016年7月  | 原桃園縣立新明國民中學輔導主任升任，調回原校。             |
| 10   | 徐小玲女士 | 2016年8月 | 2019年7月  | 原桃園市立龜山國民中學校長轉任，任內退休。                 |
| 11   | 梁忠三先生 | 2019年8月 | 現任       | 原桃園市立大崙國民中學校長轉任。                           |

## 學區
- 中壢區：龍岡里（第2－15鄰）、龍東里、龍平里、龍安里、中堅里，龍昌里（第15－18鄰）[1]。
- 平鎮區：忠貞里、中正里、貿易里、龍興里、龍恩里（第2－10、20－43鄰）。
- 八德區：霄裡里（第1－10鄰）、霄裡里（第11鄰）【為龍岡國中、八德國中共同學區】、龍友里（第1－18鄰）。

## 重大事件
1982年，男老師追求同校女老師不成，憤而將她分屍十七塊，下鍋烹煮。入獄服刑十年後假釋出獄。

## 著名校友
- 涂善妮
- 劉薰愛 - 伊林模特兒。原名劉子華，後變性為女性，改名劉薰愛[3][4]。
- 喻虹淵
- 余皓然
- 宋念宇
- 謝彰文
- 鄧湘全
- 舒翠玲
- 謝美英

## 外部連結
桃園市立龍岡國民中學 （页面存档备份，存于）